# Томас Енгер
Томас Енгер (на норвежки: Thomas Enger) е норвежки писател, автор на бестселъри в жанровете криминален роман и трилър.

## Биография и творчество
Томас Енгер е роден на 21 ноември 1973 г. в Осло, Норвегия, в семейството на журналист и учителка. Има сестра. Израства в Йесхайм. От малък се увлича от футбола и мечтае за професионална кариера, но не напредва повече от местния отбор. След гимназията служи 9 месеца в армията. После учи спортна педагогика в Осло и работи една година като спортен учител в Йесхайм.
Премества се отново в Осло и учи журналистика и история, работейки на различни временни работни места. След дипломирането си в периода 2000 – 2008 г. работи в онлайн вестника „Nettavisen“ като репортер и редактор на спортния отдел. Заедно с работата си прекарва много време като се опитва да пише романи. Прави 4 неуспешни опита, чрез които овладява занаята.
Първият му криминален роман „Мнима смърт“ от поредицата „Хенинг Юл“ е издаден през 2009 г. Главният герой е опитен криминален репортер с по-добър нюх от полицията, който преживява лична трагедия. Една нощ в апартамента му избухва необясним пожар, в който загива шестгодишният му син Юнас, а той оцелява с ужасни белези. В следващите години проучвайки различни престъпления се опитва да открие причинителите на пожара. Поредицата е решена в стила на телевизионните сериали. Книгата става бестселър в 15 страни и е преведена на 23 езика по света.
През 2013 г. е издаден трилърът му „Den onde arven“ (Зло наследство). Той е удостоен с наградата „Uprisen“ за криминален роман на годината.
Заедно с писането на романи се занимава и с композиране на инструментална музика за филми и мюзикъли.
Томас Енгер живее със семейството си в Осло.

## Произведения

### Самостоятелни романи
- Den onde arven (2013)
- Killerinstinkt (2017)

### Серия „Хенинг Юл“ (Henning Juul)
1. Skinndød (2009) – издаден и като „Burned“
Мнима смърт, изд.: ИК „Персей“, София (2014), прев. Неда Димова
2. Fantomsmerte (2011)– издаден и като „Pierced“
Фантомна болка, изд.: ИК „Персей“, София (2014), прев. Неда Димова
3. Blodtåke – издаден и като „Scarred“ (2013)
Кървава мъгла , изд.: ИК „Персей“, София (2017), прев. Василена Старирадева
4. Våpenskjold (2014) – издаден и като „Cursed“
Тайните на герба, изд.: ИК „Персей“, София (2018), прев. Илия Точев
5. Banesår (2015)
Смъртоносно ранен, изд.: ИК „Персей“, София (2018), прев. Галина Узунова

### Серия „Александър Бликс и Ема Рам“ (Alexander Blix & Emma Ramm) – сЙорн Лиер Хорст
1. Nullpunkt (2018)
2. Røykteppe (2019)
3. Slagside (2020)

### Серия „Енкебиен“ (Enkebyen)
1. Enkebyen – de bortførte (2019)
2. Enkebyen 2 – de drepte